# Мюнх, Маркус
Маркус Мюнх (нем. Markus Münch; род. 7 сентября 1972, Нуслох, Баден-Вюртемберг) — немецкий футболист, защитник. Выступал за немецкие клубы «Бавария», «Байер 04» и «Кёльн», а также за итальянский «Дженоа» и турецкий «Бешикташ». Завершил карьеру в составе греческого «Панатинаикоса» в 2005 году.

## Биография
Маркус Мюнх начал свою профессиональную карьеру в 1990 году в мюнхенской «Баварии». Спустя четыре года он отправился в «Байер 04», где провёл два года, где он боролся за то, чтобы его новая команда не опустилась во вторую немецкую лигу. Затем Маркуса снова выкупила «Бавария», в клубе он отыграл ещё 1,5 года, выиграв за это время титул чемпиона Германии. В сезоне 1997/98 Мюнх пытался помочь «Кёльну» избежать вылета из 1 лиги, но в итоге команда вылетела во второй дивизион, а Маркус перешёл в итальянский «Дженоа». После успешного сезона в Италии Мюнх отправился в турецкий «Бешикташ» из Стамбула.
В 2001 году Маркус вновь вернулся в Германию, и в течение двух лет выступал в составе мёнхенгладбахской «Боруссии». В 2003 году Мюнх в качестве свободного игрока присоединился к греческому «Панатинаикосу». В 2004 году Маркус стал чемпионом и обладателем кубка Греции, в 2005 году Мюнх принял решение завершить свою футбольную карьеру.

## Достижения
- Чемпион Германии: 1994, 1997
- Обладатель Кубка Германии: 1998
- Чемпион Греции: 2004
- Обладатель Кубка Греции: 2004